# Šula
Šula (en serbe cyrillique : Шула) est un village du Monténégro situé dans la municipalité de Pljevlja.

## Démographie

### Évolution historique de la population
| 1948 | 1953 | 1961 | 1971  | 1981 | 1991 | 2003 |
| ---- | ---- | ---- | ----- | ---- | ---- | ---- |
| 177  | 291  | 909  | 1 233 | 995  | 592  | 462  |